# El gran espejo del amor entre hombres
El gran espejo del amor entre hombres (en japonés original Nanshoku ôkagami) es un conjunto de relatos escritos por Ihara Saikaku y publicados en 1687 que describen las relaciones homosexuales masculinas en el Japón del siglo XVII.
La obra se compone de dos partes, divididas en cuarenta relatos breves. La primera parte está dedicada a los amores de los samuráis y la segunda a los amores de los actores. Los textos están dedicados a las relaciones sentimentales y sexuales entre hombres. La publicación estaba destinada en ese momento a un público burgués educado pero también a los militares. Esta obra abre la tradición literaria homosexual en Japón. A través de su retrato realista de la sociedad de la época, marcó el resurgimiento del género novelesco japonés.

## Comentarios
El autor utiliza un tono paródico para presentar su punto al ensalzar los méritos de la homosexualidad masculina en comparación con las relaciones con las mujeres. En la primera parte enfatiza las nociones de honor y cortesía: ayuda al hombre que amas, no traiciones, responde a las cartas de los pretendientes. Las relaciones sexuales no se describen explícitamente sino de manera alusiva: referencia al crisantemo, la lluvia, la luna, beber en el río donde bebía tu amado, evocar una violación en un bosque sin describirlo. La naturaleza juega un papel importante en el discurso y es frecuente el uso de topónimos poéticos. Las historias a veces están marcadas por el masoquismo: lastimarse, amputarse, abrirse el estómago, sentir frío.
La segunda parte está dedicada a los actores de kabuki, onnagata, actores de día y prostitutos de noche en los barrios del placer. Las relaciones sexuales se describen más en esta parte pero el autor no cede a la descripción pornográfica.